# Kalfaktor
Ein Kalfaktor (Mehrzahl Kalfaktoren; auch Kalfakter, Mehrzahl Kalfakter) ist eine Hilfskraft oder ein Bediensteter, der einfache Arbeiten verrichtet.
Das Wort stammt aus dem mittellateinischen calefactor (aus calidus = warm und facere = machen), das „Heizer“ bedeutet. Es wurde im 16. Jahrhundert als Lehnwort ins Deutsche übernommen. Angewendet wurde es zuerst für die Bezeichnung der Person, die in den mittelalterlichen Klöstern für den Betrieb der Wärmestube, des Kalefaktoriums, verantwortlich war.
Es kann sich bei einem Kalfaktor heute auch um einen Hausmeister handeln oder um einen Gefangenen, der Hilfsdienste für die Vollzugsbeamten und die Verwaltung in einem Gefängnis leistet (unter Gefangenen in Deutschland meist „Kalli“, in Österreich „Fazi“). Die Bezeichnung wird insbesondere im heutigen Ostdeutschland benutzt, aber auch in Norddeutschland, wo zudem zwischen Haus- und Hofkalfaktor unterschieden wird. In anderen Regionen heißt es Hausarbeiter, Reiniger oder Schänzer. In der Schweiz werden Gefangene mit besonderen Aufgaben auf der Station (Putzen, Essensverteilung etc.) ebenfalls Kalfaktoren genannt.

## Ähnliche Begriffe
- Bei Bauern hatte der Begriff Gesinde eine ähnliche Bedeutung.